# Бродовское
Бродовское (укр. Бродівське) — село в Острожской городской общине Ровненского района Ровненской области Украины.
До 2020 года входило в Острожский район.
Население по переписи 2001 года составляло 788 человек. Почтовый индекс — 35840. Телефонный код — 3654. Код КОАТУУ — 5624288802.